# 祖恩海崖
72°17′S 98°2′W / 72.283°S 98.033°W
祖恩海崖（英語：Zuhn Bluff），是南極洲的海崖，位於埃爾斯沃思地的瑟斯頓島，處於布拉姆霍爾山東南面8公里，屬於沃克山脈的一部分，根據美國海軍拍攝的空中照片繪入地圖，現時由南極條約體系管理。